# Bundesregierung (Vereinigte Staaten)

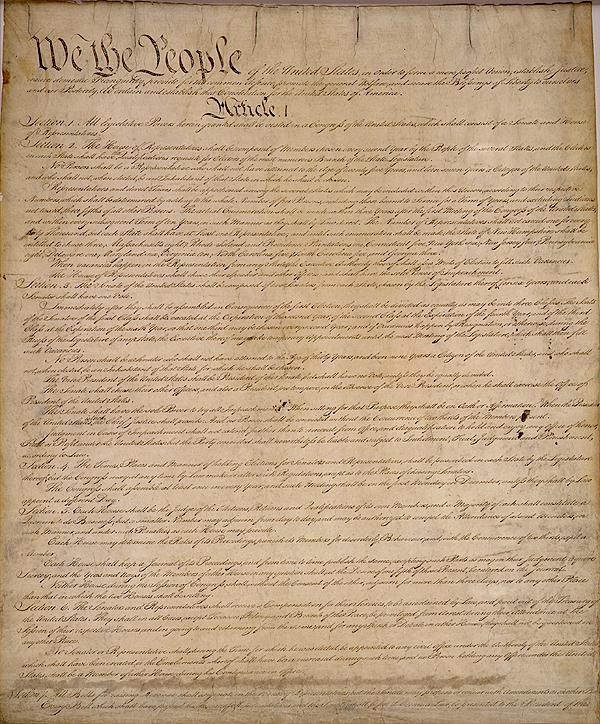
Die Verfassung der Vereinigten Staaten beschreibt den Rahmen des amerikanischen Regierungssystems in sieben Artikeln. Sie trat am 4. März 1789 nach dem Verfassungskonvent in Philadelphia in Kraft.

Politisches System der Vereinigten Staaten

Die Bundesregierung der Vereinigten Staaten (englisch Federal government of the United States) umfasst nach der US-Verfassung alle Staatsorgane der Bundesebene der Vereinigten Staaten von Amerika (der Begriff ist somit im Deutschen irreführend, weil dort unter „Regierung“ nur der exekutive Teil gemeint wird). Sie besteht aus drei separaten Zweigen:
- Legislative: Kongress (Senat und Repräsentantenhaus),
- Exekutive: Präsident, Kabinett und der nachgeordnete Verwaltungsapparat („Administration“), sowie
- Judikative: Oberster Gerichtshof und weitere Bundesgerichte.

Durch ein System der Gewaltenteilung (Checks and Balances) hat jeder dieser Zweige die Möglichkeit und Aufgabe, eigenständig zu arbeiten und auf die anderen Zweige kontrollierend einzuwirken.

## Legislative
Artikel 1 der Verfassung weist alle legislative Macht der Bundesregierung dem Kongress zu, der in zwei Kammern geteilt ist, den Senat und das Repräsentantenhaus. Der Senat besteht aus je zwei Mitgliedern für jeden Bundesstaat. Gegenwärtig hat er 100 Mitglieder. Die Verteilung der Sitze im Repräsentantenhaus richtet sich im Gegensatz dazu nach der Bevölkerung der einzelnen Bundesstaaten; die Verfassung schreibt keine konkrete Zahl an Abgeordneten fest. Die Mitglieder beider Kammern werden in fast allen Staaten nach relativem Mehrheitswahlrecht bestimmt. Die einzigen Ausnahmen sind Louisiana und Washington, die beide Stichwahlen benutzen, wenn kein Kandidat die absolute Mehrheit erreicht.
Die Verfassung der USA beinhaltet keine spezifischen Angaben zur Errichtung von Kongressausschüssen. Im Zuge des Wachstums der Nation ergab sich die Notwendigkeit, das Gesetzgebungsverfahren zu vertiefen. Der 108. Kongress (2003–2005) hatte 19 ständige Ausschüsse im Repräsentantenhaus und 17 im Senat. Außerdem gibt es noch vier weitere gemeinsame dauerhafte Ausschüsse mit Mitgliedern aus beiden Kammern. Diese Ausschüsse dienen der Beratschlagung zu den Themen Library of Congress, Presse, Steuern und Wirtschaft. Aufgrund der Zunahme der Arbeitslast haben die Kongressausschüsse etwa 150 Unterausschüsse gebildet.

### Aufgaben und Befugnisse
Der Kongress hat die Aufgabe, den exekutiven Zweig zu beaufsichtigen und zu beeinflussen. Die Aufsicht durch den Kongress soll Verschwendung und Bestechung verhindern, Grundrechte sichern, auf die Durchsetzung der Gesetze achten, Informationen für Gesetzesentwürfe sammeln, die Öffentlichkeit über neue Gesetzesentwürfe informieren und die Verwaltungsarbeit der Exekutive bewerten. Die Aufsicht bezieht sich dabei auf Kabinettsabteilungen, Verwaltungsbehörden, Aufsichtskommissionen und das Präsidentenamt. Ausgeübt wird die Aufsichtsfunktion in vielen Formen, darunter:
- Untersuchungen und Anhörungen durch Ausschüsse
- Formelle Konsultationen mit dem und Berichte vom Präsidenten
- Beratung und Zustimmung des Senats zu bestimmten Ernennungen des Präsidenten und zu Bundesverträgen
- Amtsmissbrauchsuntersuchungen im Repräsentantenhaus und Amtsenthebungsverfahren im Senat
- Beschlussfassungen nach dem 25. Amendment, falls der Präsident das Amt nicht mehr führen kann oder das Amt des Vizepräsidenten vakant wird
- Formlose Treffen zwischen Vertretern der Legislative und Exekutive
- Arbeit von Kongressvertretern in Regierungskommissionen
- Studien der Kongressausschüsse und Unterstützungsbehörden wie dem Congressional Budget Office und dem General Accountability Office, die alle dem Kongress zugeordnet sind.

### Gesetzgeberische Kompetenzen des Bundes
Die US-Verfassung gibt dem Kongress explizit eine Reihe von Gesetzgebungskompetenzen. Diese beinhalten Kompetenzen zur Festlegung des:
- Bundessteuerrechts
- Haushaltsrechts
- Wehrrechts
- Handelsrechts mit dem Ausland und zwischen den Bundesstaaten
- Einbürgerungsrechts
- Währung und des Strafrechts im Bereich der Geldfälschung
- Bundespost
- Urheberrechts
- Bundesgerichtsbarkeit unterhalb des Obersten Gerichtshofs
- Strafrechts im Bereich der Piraterie
- Verteidigungsrechts
- Rechts innerhalb des amerikanischen Regierungsbezirks

Außerdem hat der Kongress allgemein das Recht, alle Gesetze zu erlassen, die für die Durchführung seiner Verfassungsfunktionen notwendig sind. Alle anderen Gesetzgebungskompetenzen haben die Bundesstaaten.

## Exekutive
Nach Artikel 2 der Verfassung besteht die Exekutive aus dem Präsidenten und seinen Delegierten.

### Präsident und Vizepräsident
Der Präsident ist gleichermaßen Staatsoberhaupt und Regierungschef sowie Oberbefehlshaber der Streitkräfte und höchster Diplomat. Das Amt des Präsidenten der Vereinigten Staaten ist weltweit eines der machtvollsten Ämter seiner Art. Der Präsident hat nach der Verfassung die Aufgabe, Sorge zu tragen, dass die Gesetze nach bestem Wissen und Gewissen ausgeführt werden. Um dieser Aufgabe gerecht zu werden, steht er der gesamten Exekutive der Bundesregierung vor, einem Verwaltungsapparat von etwa vier Millionen Mitarbeitern einschließlich einer Million im aktiven Dienst stehenden Militärangehörigen. Darüber hinaus stehen dem Präsidenten wichtige legislative und judikative Machtbefugnisse zu. Innerhalb der Exekutive hat der Präsident umfangreiche Befugnisse, nationale Angelegenheiten zu verwalten und mittels Erlass (Executive Order) ihre Organisation und Arbeit zu bestimmen.
Der Präsident hat Vetorecht über Gesetze, die vom Kongress erlassen werden. Folgend einer Amtsmissbrauchsuntersuchung durch das Repräsentantenhaus kann der Präsident durch eine Zweidrittelmehrheit im Senat abgesetzt werden (Impeachment). Die Amtsenthebung ist bei Fällen des Verrats, Korruption und anderer grober strafbarer Handlungen möglich. Der Präsident kann den Kongress nicht auflösen und auch keine außerordentlichen Wahlen ansetzen. Allerdings kann der Präsident Kriminelle, die gegen Bundesrecht verstoßen haben, begnadigen, Dekrete erlassen und, in Zusammenarbeit mit dem Senat, die Richter des Obersten Gerichtshofs und aller Bundesgerichte ernennen.
Offiziell ist der Vizepräsident das zweithöchste Mitglied der Bundesregierung, hat allerdings keine direkte Machtbefugnis. Als erster in der Nachfolge des Präsidenten rückt der Vizepräsident zum Präsidentenamt auf, sollte dieses durch den Tod, Rücktritt oder der Amtsenthebung des Präsidenten leerstehen. Dies ist bisher neunmal eingetreten. Der Vizepräsident ist nach der Verfassung sonst nur der Senatspräsident, wo er ein Patt mit seiner Stimme auflösen kann. Über die Jahre ist der Vizepräsident jedoch als wichtiger Berater des Präsidenten aufgewertet worden.

### Kabinett, Behörden und Ämter
Die alltägliche Verwaltung und Ausführung der Bundesgesetze ist Aufgabe der 15 Bundesministerien, die vom Kongress für bestimmte Zwecke errichtet wurden. Der Präsident ernennt mit Beratung und Zustimmung des Senats Minister, die unter seiner Leitung die Behörden führen. 
Die Minister bilden mit einigen anderen Regierungsmitgliedern, derzeit Vizepräsident, Stabschef des Weißen Hauses, Leiter der Environmental Protection Agency, Direktor des Office of Management and Budget, Handelsvertreter, UNO-Botschafter und Vorsitzender des Council of Economic Advisers, das Kabinett des Präsidenten. 
Neben den Bundesbehörden gibt es eine Reihe weiterer Ämter, die im Executive Office zusammengefasst sind. Dazu gehören das Weiße Haus, der Nationale Sicherheitsrat, das Bundesamt für Verwaltung und den Haushalt, der Rat der Wirtschaftsberater, das Amt des US-Handelsvertreters, das Bundesamt für Nationale Drogenkontrollpolitik und das Bundesamt für Wissenschafts- und Technologiepolitik. 
Außerdem gibt es noch eine Reihe unabhängiger Behörden wie zum Beispiel die Central Intelligence Agency, die Nahrungsmittel- und Arzneimittelbehörde (Food and Drug Administration) und die Umweltbehörde (Environmental Protection Agency).

### US-Administration
Im englischen Herkunftsgebrauch bezeichnet der Begriff Administration sowohl den gesamten Regierungsapparat unterhalb des Präsidenten als auch den Präsidenten selbst, also nicht nur die Verwaltungsbehörden. Insbesondere im journalistischen Sprachgebrauch in Deutschland wird daher der Begriff Administration vielfach an Stelle des Begriffs Bundesregierung verwendet, da letzterer Begriff im deutschen Allgemeinverständnis nur das Kabinett als beschlussfähiges Organ meint. Die Ebene der Staatssekretäre und Ratskommissionen ist darin meist nicht beinhaltet, die jedoch auch zugeordneten Verwaltungsbehörden weisungsbefugt sind und Gesetzesentwürfe erarbeiten können. 
Die Bundesregierung der Vereinigten Staaten umfasst 87.504 Behörden, Ämter und Abteilungen.

## Judikative
Die Bundesgerichtsbarkeit besteht aus dem Obersten Gerichtshof und einer Reihe nachgeordneter Gerichte, die vom Kongress errichtet werden. Die Richter des Obersten Gerichtshofs werden vom Präsidenten mit Zustimmung des Senats auf Lebenszeit ernannt. Die nachgeordneten Gerichte bestehen aus den Bundesberufungsgerichten und den Bundesbezirksgerichten.
Im Rahmen der Verfassung hatte der erste Kongress das Land in Gerichtsbezirke eingeteilt und Bundesgerichte für jeden Bezirk errichtet. Seitdem hat sich das Gerichtssystem in die derzeitige Struktur aus Obersten Gerichtshof, 13 Berufungsgerichten, 94 Bezirksgerichten und zwei Fachgerichten entwickelt. Der Kongress hat weiterhin die Befugnis, Bundesgerichte zu errichten und aufzulösen und die Anzahl der Richter an den Gerichten festzulegen. Der Kongress kann jedoch den Obersten Gerichtshof nicht auflösen, wohl aber die Anzahl der Obersten Richter festlegen.

### Bundesgerichte
Es gibt drei Ebenen bei den Gerichten zur allgemeinen Gerichtsbarkeit, die sich mit straf- und zivilrechtlichen Verfahren befassen. Die anderen Gerichte, darunter die Insolvenzgerichte und das Steuergericht, sind auf die Verhandlung bestimmter Fälle spezialisiert. Die Insolvenzgerichte sind den Bezirksgerichten zugeordnet, werden technisch aber nicht als Teil der „Artikel III“-Gerichtsbarkeit betrachtet, da ihre Richter nicht auf Lebenszeit ernannt werden. Entsprechend ist das Steuergericht auch kein Artikel III-Gericht.
Die Bundesbezirksgerichte sind die erstinstanzlichen Verfahrensgerichte, bei denen Klagen eingereicht und entschieden werden. Die Bundesberufungsgerichte sind Berufungsgerichte, die über Berufungen und Revisionen von Urteilen der Bezirksgerichte und Entscheidungen bestimmter Bundesbehörden verhandeln. Der Oberste Gerichtshof verhandelt Berufungen zu Entscheidungen der Berufungsgerichte oder der Obersten Gerichte der einzelnen Bundesstaaten (in Fragen verfassungsrechtlicher Bedenken). Der Oberste Gerichtshof hat auch erstinstanzliche Gerichtsbarkeit in einer sehr kleinen Zahl von Fällen.
Die Befugnis der Bundesgerichtsbarkeit spannt sich über alle Fälle, die Verfassungsmaterie, Bundesgesetze, Bundesverträge, fremde Botschafter, Minister und Konsuln und Insolvenzen berühren. Ferner ist die Bundesgerichtsbarkeit für alle Fälle zuständig, in denen die Bundesregierung, ein Bundesstaat oder ein fremder Staat Kläger oder Beklagte sind. Der 11. Verfassungszusatz hat Klagen von Bürgern eines Bundesstaats gegen einen anderen Bundesstaat der Bundesgerichtsbarkeit entzogen. Bundesgerichte sind aber weiterhin für Klagen eines Bundesstaats gegen Bürger eines anderen Bundesstaats zuständig.
Die Reichweite der Bundesgerichte beinhaltet sowohl zivilrechtliche Klagen für Schadensersatz und andere Entschädigungen als auch strafrechtliche Fälle nach Bundesrecht. Durch die Bestimmungen der Verfassung hat sich ein komplexes Wechselspiel zwischen den Bundesgerichten und den Gerichten der einzelnen Bundesstaaten entwickelt. Einerseits befassen sich die Bundesgerichte gewöhnlich nicht mit Fällen, die dem Recht einzelner Bundesstaaten unterliegen. Andererseits werden einige Fälle, die in die Bundesgerichtsbarkeit fallen, von Bundesstaatsgerichten gehört und entschieden. Beide Gerichtssysteme haben daher ausschließliche Gerichtsbarkeit in einigen Bereichen und gemeinsame Gerichtsbarkeit in anderen Bereichen.
Die Verfassung sichert die richterliche Unabhängigkeit, indem sie den Bundesrichtern zugesteht, das Richteramt auf Lebenszeit zu führen. Gewöhnlich dienen sie bis zu ihrem Tod, Ruhestand oder Rücktritt. Richter können jedoch aufgrund von Amtsmissbrauch wie der Präsident und andere Regierungsmitglieder des Amtes enthoben werden. Die Bundesrichter selbst werden durch den Präsidenten vorgeschlagen und vom Senat bestätigt. Eine andere verfassungsmäßige Absicherung bezieht sich auf das Gehalt, das während der Amtszeit eines Richters nicht verringert werden kann, auch wenn die Bezüge für zukünftige Berufungen durch den Kongress verringert werden können.